# Jupukkamast
De Jupukkamast (Zweeds: Jupukkamasten) is een 335 meter hoge zendmast in de buurt van de Zweedse plaats Pajala.
Het object, dat wordt gebruikt voor FM- en televisie-uitzendingen, behoort met de identieke Fårhultsmast, de Gungvalamast en de Storbergsmast tot de vier hoogste bouwwerken in Zweden.